# William Vance
William Vance (Anderlecht, 8 de septiembre de 1935 – Santander, 14 de mayo de 2018), pseudónimo de William Van Cutsem, fue un dibujante de cómic francobelga. Su primera serie de cómic fue Howard Flynn (1966), de otras series que consiguieron un éxito reconocido fueron Bruno Brazil (1969), Bob Morane desde 1967, y 1984 la serie XIII.

## Biografía
William Van Cutsem nació en Anderlecht. Una vez finalizado el servicio militar, entró a estudiar en la Real Academia de Artes Visuales, donde estuvo cuatro años. En sus inicios como dibujante profesional, hizo páginas sueltas para la revista de cómics Tintin. En 1966, dibujó en exclusiva su primera serie de cómics titulada Howard Flynn con guiones de Yves Duval. Posteriormente dibujó la serie de cómic del oeste Ringo con guiones de Acar.
La serie de intriga y agentes secretos Bruno Brazil, publicada en 1969 con guiones de Greg (con el pseudónimo de Louis Albert), representó uno de los primeros grandes éxitos. En 1967 relevó al dibujante Dino Attanasio en la serie Bob Morane, una serie de ciencia ficción basada en los relatos de Henri Vernes que se publicaba en la revista Femmes d'aujourd'hui, y que posteriormente se publicó en la revista Tintín. Desde 1979 William Vance dejó la serie y pasó a dibujarla su ayudante Felicissimo Coria.
La serie XIII, con guiones de Jean Van Hamme y publicada inicialmente en la revista Spirou, fue una de las últimas series que dibujó con un éxito considerable. Esta es una serie de intriga, con giros sorprendentes y escenarios cambiantes. De otaes colaboraciones han sido con Jean Giraud en la serie Blueberry.

## Publicaciones
Publicaciones donde se ha publicado su obra
| Título             | Año  | Guionista  | Editorial                              | Formato           | Números                                                       | Notas                   |
| ------------------ | ---- | ---------- | -------------------------------------- | ----------------- | ------------------------------------------------------------- | ----------------------- |
| TINTIN             | 1968 | Sin datos  | J.Zendrera                             | revista de cómics | 9,10,11,16,17,18,19,20,21,22,23,24,25,26,27,28,29,30,31,32,33 |                         |
| VIDORAMA           | 1968 | Yves Duval | Jaimes Libros, S.A.                    | cartone           | 3.4                                                           |                         |
| COLECCIÓN LA XARXA | 1970 | Yves Duval | Publicacions de l'Abadia de Montserrat | Libro, cartoné    | 2,3                                                           | Adaptaciones Literarias |
| GRAN AVENTURA      | 1971 | GREG       | Jaimes Libros, S.A.                    | Libro, cartoné    | 4                                                             |                         |
| SUPER VIDORAMA     | 1971 | Varios     | Jaimes Libros, S.A.                    | Libro, cartoné    | 1                                                             |                         |